# Yasin Özcan
Yasin Özcan (Kağıthane, 20 aprile 2006) è un calciatore turco, difensore dell'Anderlecht, in prestito dall'Aston Villa, e della nazionale turca.

## Caratteristiche tecniche
Gioca come difensore centrale. Nel 2023 è stato inserito nella lista dei migliori sessanta calciatori nati dopo il 2006 stilata da The Guardian.

## Carriera

### Club
Ha iniziato a giocare a calcio con İl Özel İdaresispor e Karadolap Gençlikspor, per poi firmare nel 2018 con il Kasımpaşa. Nell'estate del 2022, all'età di 16 anni, ha firmato il suo primo contratto professionistico valido fino al 2025. L'8 agosto ha debuttato in prima giocando il secondo tempo nell'incontro di Süper Lig perso 4-0 contro l'İstanbul Başakşehir. Ha realizzato la sua prima rete il 21 gennaio 2023, sempre contro l'İstanbul Başakşehir.
Il 10 febbraio 2025 viene acquistato dall'Aston Villa. Il 16 luglio 2025 esordisce con i villans nell'amichevole persa per 1 a 0 contro il Walsall.
Il 2 agosto 2025 si trasferisce in prestito all'Anderlecht.

### Nazionale
Ha giocato nelle nazionali giovanili turche Under-16, Under-17 ed Under-21. Nel maggio 2025 viene convocato in nazionale maggiore, in vista delle gare amichevoli di giugno, esordendo il 10 di quel mese nella sconfitta per 1-0 contro il Messico.

## Statistiche

### Presenze e reti nei club
Statistiche aggiornate al 19 ottobre 2023.
| Stagione        | Squadra         | Campionato      | Campionato | Campionato | Coppe nazionali | Coppe nazionali | Coppe nazionali | Coppe continentali | Coppe continentali | Coppe continentali | Altre coppe | Altre coppe | Altre coppe | Totale | Totale |
| Stagione        | Squadra         | Comp            | Pres       | Reti       | Comp            | Pres            | Reti            | Comp               | Pres               | Reti               | Comp        | Pres        | Reti        | Pres   | Reti   |
| --------------- | --------------- | --------------- | ---------- | ---------- | --------------- | --------------- | --------------- | ------------------ | ------------------ | ------------------ | ----------- | ----------- | ----------- | ------ | ------ |
| 2022-2023       | Kasımpaşa       | SL              | 19         | 2          | CU              | 1               | 0               |                    | -                  | -                  |             | -           | -           | 20     | 2      |
| 2023-2024       | Kasımpaşa       | SL              | 8          | 0          | CU              | 0               | 0               |                    | -                  | -                  |             | -           | -           | 8      | 0      |
| Totale carriera | Totale carriera | Totale carriera | 27         | 2          |                 | 1               | 0               |                    | 0                  | 0                  |             | -           | -           | 28     | 2      |

### Cronologia presenze e reti in nazionale
| Cronologia completa delle presenze e delle reti in nazionale ― Turchia | Cronologia completa delle presenze e delle reti in nazionale ― Turchia | Cronologia completa delle presenze e delle reti in nazionale ― Turchia | Cronologia completa delle presenze e delle reti in nazionale ― Turchia | Cronologia completa delle presenze e delle reti in nazionale ― Turchia | Cronologia completa delle presenze e delle reti in nazionale ― Turchia | Cronologia completa delle presenze e delle reti in nazionale ― Turchia | Cronologia completa delle presenze e delle reti in nazionale ― Turchia |
| Data                                                                   | Città                                                                  | In casa                                                                | Risultato                                                              | Ospiti                                                                 | Competizione                                                           | Reti                                                                   | Note                                                                   |
| ---------------------------------------------------------------------- | ---------------------------------------------------------------------- | ---------------------------------------------------------------------- | ---------------------------------------------------------------------- | ---------------------------------------------------------------------- | ---------------------------------------------------------------------- | ---------------------------------------------------------------------- | ---------------------------------------------------------------------- |
| 10-6-2025                                                              | Chapel Hill                                                            | Messico                                                                | 1 – 0                                                                  | Turchia                                                                | Amichevole                                                             | -                                                                      | 46’                                                                    |
| Totale                                                                 |                                                                        | Presenze                                                               | 1                                                                      |                                                                        | Reti                                                                   | 0                                                                      |                                                                        |